# ستيفن جيل (أستاذ جامعي)
ستيفن جيل (بالإنجليزية: Stephen Gill)‏ هو عالم سياسة كندي وبريطاني، ولد في 1950 في ليدز في المملكة المتحدة.